# A Guerra dos Mundos (rádio)

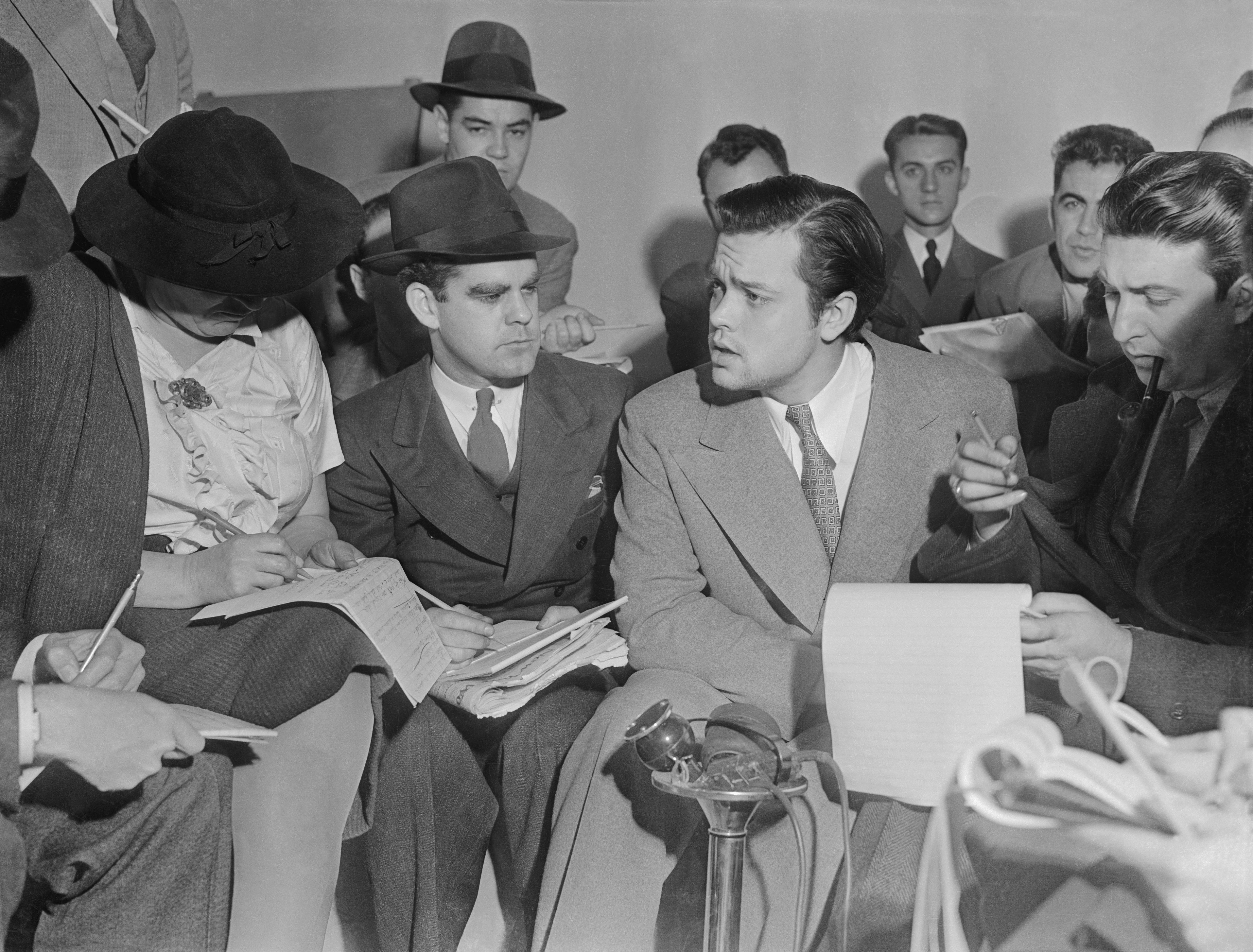
Orson Welles explica para jornalistas a transmissão de "A Guerra dos Mundos" em 31 de outubro de 1938.

A Guerra dos Mundos é um episódio da série antológica de rádio-teatro estadunidense The Mercury Theatre on the Air. Foi apresentado como um episódio de Halloween da série no domingo, 30 de outubro de 1938, e transmitido pela rede de rádio do Columbia Broadcasting System. Dirigido e narrado pelo ator e futuro cineasta Orson Welles, o episódio foi uma adaptação do romance A Guerra dos Mundos (1898), de H. G. Wells. Ficou famoso por supostamente causar pânico em massa, embora a escala do pânico seja contestada, já que o programa tinha relativamente poucos ouvintes.
O programa de uma hora começou com a música tema do The Mercury Theatre on the Air e um anúncio de que o espetáculo da noite era uma adaptação de A Guerra dos Mundos. Isto foi seguido por um prólogo lido por Orson Welles, que era estreitamente baseado na abertura do romance de H. G. Wells. A próxima meia hora da transmissão foi apresentada como uma típica programação de rádio noturna sendo interrompida por uma série de boletins noticiosos. As primeiras atualizações interrompem um programa de dance music e descrevem uma série de explosões estranhas observadas em Marte. Isto é seguido por um relato aparentemente não relacionado de um objeto incomum caindo em uma fazenda em Grover's Mill, Nova Jersey. Outro breve interlúdio musical é interrompido por uma transmissão "ao vivo" de Grover's Mill, onde policiais e uma multidão de espectadores curiosos cercam o estranho objeto cilíndrico. A situação aumenta rapidamente quando marcianos emergem do cilindro e atacam usando um raio de calor, interrompendo abruptamente o repórter em pânico no local. Isto é seguido por uma série rápida de notícias cada vez mais alarmantes detalhando uma invasão alienígena devastadora que ocorre nos Estados Unidos e no mundo, culminando com outro relato ao vivo descrevendo máquinas de guerra gigantescas lançando nuvens de fumaça venenosa pela cidade de Nova York. Depois de um breve intervalo, o programa muda para um formato de rádio-drama mais convencional e segue um sobrevivente que lida com as consequências da invasão e, finalmente, descobrindo que os marcianos foram derrotados não por humanos, mas por micróbios.
A ilusão de realismo foi reforçada porque o The Mercury Theatre on the Air era um show sem interrupções comerciais e a primeira pausa no programa ocorreu quase 30 minutos após a introdução. A lenda popular sustenta que alguns dos ouvintes de rádio podem ter ouvido Edgar Bergen e sintonizado em "A Guerra dos Mundos" durante um interlúdio musical, perdendo assim a clara introdução de que o programa era um drama, mas pesquisas na década de 2010 sugerem isto aconteceu apenas em raras instâncias.:67–69
Nos dias após a adaptação, a indignação generalizada foi expressa na mídia. O formato de boletim de notícias do programa foi descrito como enganoso por alguns jornais e figuras públicas, levando a um clamor contra os perpetradores da transmissão e pedidos de regulamentação pela Comissão Federal de Comunicações.  O episódio garantiu a fama de Welles como dramaturgo.

## Adaptações lusófonas
Seguiram-se várias produções radiofónicas d'A Guerra dos Mundos em língua portuguesa ao longo dos anos, muitas vezes de forma a homenagear o trabalho de Welles. Estas adaptações tiveram resultados quase iguais aos da obra de 1938, gerando o pânico entre alguns dos ouvintes.
Em Portugal:
- A Invasão dos Marcianos: emitido pela Rádio Renascença no dia 25 de junho de 1958.[7]
- Uma versão emitida pela Rádio Comercial na década de 1980, com título e data de emissão desconhecidos.[8]
- A Guerra dos Mundos: emitido pela Rádio Braga no dia 30 de outubro de 1988.[9]
- Guerra dos Mundos: emitido pela Antena 3 no dia 30 de outubro de 1998.[10]

No Brasil:
- A Guerra dos Mundos: emitido em 4 episódios pela Rádio Guaíba, entre 2 e 4 de março de 1971.[11]
- A Guerra dos Mundos: emitido pela Rádio Difusora no dia 30 de outubro de 1971.[12]